# Агатувка (Стальововольський повіт)
Агатувка (пол. Agatówka) — село в Польщі, у гміні Залешани Стальововольського повіту Підкарпатського воєводства.
У 1975-1998 роках село належало до Тарнобжезького воєводства.